# 莫特马尔
莫特马尔（法語：Mortemart，法語發音：[mɔʁtəmaʁ]）是法国新阿基坦大区上维埃纳省的一个市镇，属于贝拉克区。

## 地理
莫特马尔（46°2'30"N, 0°57'23"E）面积3.6 平方千米，位于法国新阿基坦大区上维埃纳省，该省份为法国中西部省份，北起顺时针与安德尔省、克勒兹省、科雷兹省、多爾多涅省、夏朗德省和维埃纳省接壤。
与莫特马尔接壤的市镇（或旧市镇、城区）包括：布隆、蒙特罗勒塞纳尔、努伊克。

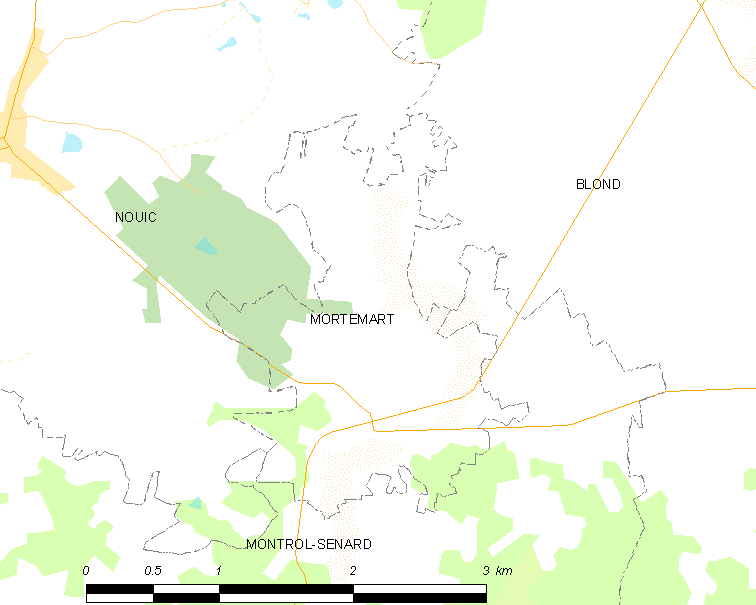
莫特马尔的OSM定位图

莫特马尔的时区为UTC+01:00、UTC+02:00（夏令时）。

## 行政
莫特马尔的邮政编码为87330，INSEE市镇编码为87101。

## 政治
莫特马尔所属的省级选区为贝拉克县。

## 人口

1962-2008年间莫特马尔人口变化图示

莫特马尔于2022年1月1日时的人口数量为127人。